# Bundesratswahl 2006
Bei der Bundesratswahl 2006 wurde am 14. Juni 2006 in einer Ersatzwahl Doris Leuthard (CVP) von der Vereinigten Bundesversammlung als Nachfolgerin für den zurückgetretenen Joseph Deiss in den Schweizer Bundesrat gewählt. Sie war von der Bundeshaus-Fraktion ihrer Partei offiziell vorgeschlagen worden und wurde im ersten Wahlgang bei einem absoluten Mehr von 118 Stimmen mit 133 Stimmen gewählt.
|                         |                           | 1. Wahlgang |
| ----------------------- | ------------------------- | ----------- |
| ausgeteilte Wahlzettel  | ausgeteilte Wahlzettel    | 242         |
| eingegangene Wahlzettel | eingegangene Wahlzettel   | 242         |
| leer/ungültig           | leer/ungültig             | 5/3         |
| gültig total            | gültig total              | 234         |
| absolutes Mehr          | absolutes Mehr            | 118         |
| Doris Leuthard          | Doris Leuthard            | 133         |
| Chiara Simoneschi       | Chiara Simoneschi-Cortesi | 29          |
| Lucrezia Meier-Schatz   | Lucrezia Meier-Schatz     | 28          |
| Carlo Schmid            | Carlo Schmid-Sutter       | 11          |
| verschiedene            | verschiedene              | 33          |